# Bjørn Lynne
Bjørn Arild Lynne, występujący także pod pseudonimami Dr. Awesome i Divinorum (ur. 31 grudnia 1966) – norweski muzyk, kompozytor.

## Życiorys
W młodości grał na klarnecie w szkolnej orkiestrze. W 1984 roku zaczął komponować muzykę przy użyciu ZX Spectrum, keyboardu Casio CZ-101 i automatu perkusyjnego SpecDrum. Trzy lata później rozpoczął komponowanie przy pomocy Amigi, wówczas też zaczął używać pseudonimu „Dr. Awesome”. W 1988 roku skomponował muzykę do gry Brat, Następnie komponował muzykę do innych gier na Amigę, jak Fantastic Voyage, Cubulus, Escape from Colditz, Project-X i Qwak. W 1991 roku wydał pierwsze demo pt. Bjørn Lynne Demo-Tape, które sprzedał w liczbie około dwustu kopii. Wiosną i latem 1992 roku wspólnie z Seppo Hurmem pracował nad płytą CD, która ostatecznie została wydana we wrześniu pod tytułem Hobbits & Spaceships, ponadto nagrał kasetę z dodatkowymi materiałami. W 1994 roku wydał drugą płytę CD pt. Montage. Rok później wydawnictwo Centaur Discs wydało jego album Dreamstate, ponadto Lynne na zlecenie Team17 skomponował muzykę do gier Worms oraz Alien Breed 3D. W roku 1996 napisał muzykę do gier: X2 oraz Seven Kingdoms, ponadto włoska wytwórnia wydała jego album pt. Witchwood. W 1997 roku został wydany jego kolejny album – The Void. W tym samym roku rozpoczął komponowanie muzyki techno i trance pod pseudonimem „Divinorum”. Rok później pod wpływem książki Allana Cole'a Czarodziej wichrów nagrał album pt. Wizard of the Winds, ponadto skomponował muzykę do gier: Seven Kingdoms II: The Frythan Wars, Nightlong: Union City Conspiracy, Worms 2, Addiction Pinball. W 1999 roku nagrał album Wolves of the Gods inspirowany inną książką Cole'a – Era wilka, pod pseudonimem Divinorum wydał płytę Isms, a także nagrał ścieżkę dźwiękową do gry Phoenix: Deep Space Resurrection.
W roku 2000 Lynne nagrał album Revive, tj. 12 nagranych na nowo najpopularniejszych utworów skomponowanych przez niego przy pomocy Amigi w latach 1989–1993. W tym samym roku wydał także drugi album pod pseudonimem Divinorum, zatytułowany Talisman, a także skomponował muzykę do gier Stunt GP oraz Siege of Avalon. W 2001 roku nakładem wytwórni Proximity Records wydał album The Gods Awaken na podstawie powieści Allana Cole'a pod tym samym tytułem. Skomponował także muzykę do gry Worms World Party. W 2002 roku nagrał album Colony oraz skomponował muzykę do gry Worms Blast. Wiosną 2003 roku wydał trzecią płytę pod pseudonimem Divinorum, zatytułowaną Power Liquids, a także album Return to Witchwood. Był także kompozytorem muzyki do gry Worms 3D. Ponadto wspólnie z żoną założył firmę Lynne Publishing Ltd. Wiosną 2004 roku wydał funkową płytę pt. Statement.

## Życie prywatne
Żonaty z Hanne, z którą ma córkę Lisę (ur. 2000).

## Dyskografia

### Bjørn Lynne / Dr. Awesome
- Demo Tape No. 1 (1991)
- hOBbiTs & SpACesHips (1992)
- Brave New Virtual World (1993)
- Montage (1994)
- Dreamstate (1995)
- Witchwood (1996)
- The Void (1997)
- Wizard of the Winds (1998)
- Wolves Of The Gods (1999)
- Revive (2000)
- The Gods Awaken (2001)
- Accelerator (2001)
- Colony (2002)
- Return To Witchwood (2003)
- Statement (2004)
- Soothe (2004)
- Undercover (2006)
- Beneath Another Sky (2006)
- Irish & Celtic Instrumentals (2008)
- Quiet Places (2008)
- Crystal Horizons (2009)
- Nanoteknika (2009)
- New Tech Haven (2012)[2]
- Traveller (2014)[3]

### Divinorum
- Isms (1999)
- Talisman (2000)
- Power Liquids (2003)